# 赤血球沈降速度
赤血球沈降速度（赤沈、血沈、英: erythrocyte sedimentation rate; ESR、独: Blutsenkungsgeschwindigkeit; BSG）は、赤血球が試薬内を沈んでいく速度。及び、速度を測る試験。結核をはじめ、種々の疾患の診断に用いられる。
正常値は、一時間値が、男性で10mm以下、女性で15mm以下。二時間値が、男性25mm以下、女性で40mm以下。
赤血球沈降速度が正常値を超える原因には、赤血球やアルブミンの減少、ガンマグロブリンやフィブリノゲンの増加などがある。DICの際にはフィブリノーゲンが減少するため、炎症を反映しない。
この試験は1897年にポーランド人の医師エドムント・ビエルナツキ（Edmund Biernacki）によって発明された。1918年にスウェーデンの科学者ロビン・フォーレウス（Robin Fåhræus）も同様の発表を行った。フォーレウスは第一人者でないことを認めているが、赤血球沈降速度試験の発明者として広く知られている。

## 疾患・病態による変動

### 亢進
- 貧血
- 結核などの感染症
- 心筋梗塞
- リウマチ・膠原病などの慢性炎症疾患
- 白血病
- 悪性腫瘍
- 潰瘍性大腸炎
- 肝硬変などの肝疾患
- ネフローゼ症候群・*慢性腎炎などの腎疾患
- 多発性骨髄腫
- 高グロブリン血症
- 高フィブリン血症
- 外傷
- 手術

生理的変動
- 妊娠
- 老年者

### 減少
- 播種性（汎発性）血管内凝固症候群 (DIC)
- 赤血球増加症
- 無フィブリン血症